# Voderady
Voderady este o comună slovacă, aflată în districtul Trnava din regiunea Trnava. Localitatea se află la altitudinea de 137 m deasupra n.m., se întinde pe o suprafață de 14,15 km2 și în 2017 număra 1.507 locuitori.

## Istoric
Localitatea Voderady este atestată documentar din 1241.

## Demografie
| An:                | 1994 | 2004   | 2014   | 2024    |
| ------------------ | ---- | ------ | ------ | ------- |
| Număr de persoane: | 1249 | 1330   | 1446   | 1783    |
| Diferență:         |      | +6,48% | +8,72% | +23,30% |

| An:                | 2023 | 2024   |
| ------------------ | ---- | ------ |
| Număr de persoane: | 1754 | 1783   |
| Diferență:         |      | +1,65% |